# Gerd Westermann
Gerd Ernst Gerold Westermann (* 11. Mai 1927 in Berlin; † 5. November 2014 in Burlington (Ontario)) war ein deutscher Paläontologe.
Westermann, der als Sohn eines Ingenieurs und einer Künstlerin in Goslar aufwuchs und vor dem Studium im Bergbau arbeitete, beendete sein Studium in Braunschweig mit dem Diplom 1950 und wurde 1953 an der Universität Tübingen bei Otto Heinrich Schindewolf promoviert mit einer Revision der Ammonitenfamilie Otoitidae aus dem mittleren Jura. Er grub dazu in einer Tongrube in Gerzen bei Alfeld (Leine), der Hauptfundstelle des Paläontologen Erich Mascke (* 1876), der Anfang des 20. Jahrhunderts diese Ammonitenfamilie bearbeitete. 1957 ging er nach Kanada, wo er zunächst Lecturer und dann Professor an der McMaster University wurde. 1988 wurde er emeritiert.
Er war Spezialist für Ammoniten besonders des Jura. Er befasste sich in Kanada anfangs mit Muscheln des Trias und Ammoniten des Bajocium aus Alaska. Ab Mitte der 1960er Jahre dehnte er das nach Südamerika aus (Argentinien, Chile), dann nach Mexiko und Peru, Afrika (Kenia, Tansania), Indien, dem Himalaya (Nepal, Tibet) und Ozeanien (Neuguinea und Neuseeland). Er sammelte auf allen Kontinenten außer in der Antarktis. Neben Systematik und Biostratigraphie befasste er sich auch mit der Paläobiologie und ‑ökologie der Ammoniten.
Von ihm stammen 23 Monographien und Bücher und über 175 Aufsätze.
1995 erhielt er die Billings Medal der Geological Association of Canada und 2004 den Lifetime Achievement Award auf dem 6. Internationalen Cephalopoden-Kongress.
Er war seit 1991 korrespondierendes Mitglied der argentinischen Akademie für exakte Wissenschaften (Academia Nacional de Ciencias Exactas, Físicas y Naturales).
Sieben fossile Tierarten oder Taxa wurden nach ihm benannt, darunter Westermanniceras und ein fossiler Alligator-Verwandter aus Argentinien.

## Schriften
- Monographie der Otoitidae (Ammonoideae), Beihefte zum Geologischen Jahrbuch 15, 1954,
- Monographie der Bajocien-Gattungen Sphaeroceras und Chondroceras (Ammonoidea), Beihefte zum Geologischen Jahrbuch 24, 1956
- Ammoniten-Fauna und Stratigraphie des Bathonien NW-Deutschlands, Beihefte zum Geologischen Jahrbuch 32, 1958
- mit Harish M. Verma: The ammonoid fauna of the Kimmeridgian-Tithonian boundary beds of Mombasa, Kenya, Life Science Contributions Royal Ontario Museum 135, 1984, Archive
- Form, structure and function of shell and siphuncle in coiled Mesozoic ammonoids, Life Science Contributions Royal Ontario Museum 78, 1971, Archive
- Herausgeber mit G. Ya. Krymholts, M. S. Mesezhnikov: The Jurassic ammonite zones of the Soviet Union, GSA Special Paper 223, 1988
- Herausgeber: The Jurassic of the Circum-Pacific, Cambridge University Press 1992, 2005
- The ammonite fauna of the Kialagvik formation at Wide Bay, Alaska Peninsula, Bulletins of American paleontology, v. 47. no. 216, 1964.
- mit anderen: Jurásico Medio en el Perú, Lima 1980
- mit Harish M. Verma: The Tithonian (Jurassic) ammonite fauna and stratigraphy of Sierra Catorce, San Luis Potosi, Mexico, Bulletins of American paleontology v. 63, no. 277, 1973
- mit T. A. Getty: New Middle Jurassic Ammonitina from New Guinea, Bulletins of American paleontology, v. 57, no. 256, 1970